# 史密斯樂團
史密斯乐队是一支1982年在曼彻斯特成立的英国摇滚乐队，由主唱莫里西、吉他手強尼·馬爾、贝斯手安迪·鲁尔克和鼓手邁克·喬伊斯组成，其中莫里西和马尔合作进行音乐创作。史密斯乐队被认为是20世纪80年代英国獨立音樂界最重要的乐队之一，代表着当时的青年文化与反建制风潮，并使以吉他为主的音乐重回英国主流市场。
1983年，史密斯签约独立厂牌粗野牛郎唱片，次年发行首张专辑《史密斯》。他们专注于吉他、贝斯和鼓的声音，融合了60年代摇滚和后朋克，宣示对当时如日中天的合成器流行的反叛。他们有多支单曲进入英國單曲排行榜的前20位，且全部专辑都曾位列英國專輯排行榜前5位，其中1985年专辑《肉食即谋杀》更登上首位。此后，他们在保留吉他作为主奏乐器的同时，也用键盘来增强他们的音乐效果。随后的两张专辑《女王已死》（1986年）和《斯特兰奇韦斯，我们来了》（1987年）进入欧洲百大专辑榜前20位，标志着乐队在欧洲获得主流成功。1986年间，吉他手克雷格·甘农曾短暂作为乐队第五人活动。
乐队内部的紧张关系导致史密斯乐队于1987年解散，随后因版税问题对簿公堂。乐队成员均表示乐队永远不会重组，并拒绝了所有重组邀请。五年间，他们发行了四张录音室专辑和数首专辑外单曲，并在解散后仍然有着持续的影响力和忠实的粉丝群体。

## 历史

### 1982年：组建与早期演出
1982年5月，強尼·馬爾随其朋友史蒂夫·庞弗雷特（Steven Pomfret）到斯特雷特福德的莫里西家中邀请他共组乐队。马尔与史密斯此前曾在1978年8月31日帕蒂·史密斯在曼徹斯特阿波羅劇院的演出上见过，其时马尔14岁，莫里西19岁。他们因对诗歌和文学的热爱而结缘。作为纽约娃娃的粉丝，马尔对莫里西撰写的有关该乐队的书印象深刻，并效仿杰里·雷伯到迈克·斯托勒家中与其建立合作关系之事，登门拜访莫里西。莫里西称：“我们相处得非常融洽。我们有着相似的劲头。”两人发现他们有许多共同喜欢的乐队。马尔在莫里西的单曲唱片收藏中发现了他敬仰的单色系列乐队。翌日，莫里西在电话中告诉马尔他有兴趣一同组建乐队。
数日后，马尔在鲍登租下一间阁楼，并同莫里西进行了第一次排练。莫里西为他们创作的第一首歌《不要自吹》（Don't Blow Your Own Horn）填词，但他们决定不保留这首歌，马尔评论“我们俩都不太喜欢它”。他们创作的下一首歌曲是《晃摇篮的手》（The Hand That Rocks the Cradle），同样基于莫里西创作的歌词。马尔借用帕蒂·史密斯的歌曲《金伯利》（Kimberly）的节奏，并用他的TEAC三轨卡带录音机进行录制。二人合作的第三首曲目是《受难的小孩》。除了这些原创曲目外，莫里西还建议乐队翻唱60年代美国女子组合the Cookies的歌曲《我生日想要一个男孩》（I Want a Boy for My Birthday）。尽管马尔之前从未听过这首歌，但他还是同意了，因为他喜欢由男歌手演唱这一颠覆性元素，于是这首歌也在他的TEAC机器上录制了出来。
在下半年到来前，莫里西就选好了“史密斯”（The Smiths）这个名字。他之后解释“这是最普通的名字，我想是时候让世界上的普通人露个面了”。乐队组建前后，莫里西决定他将仅以姓氏为公众所知，而马尔称他为“Mozzer”或是“Moz”。1983年，他禁止身边的人使用“史蒂文”这个他看不上的名字。
在与乐队排练了几次之后，庞弗雷特愤然离去。替代他的是贝斯手戴尔·希伯特（Dale Hibbert），后者在曼彻斯特的Decibel录音室工作，马尔参加怪胎派对乐队的小样录制在那里与之相识。藉由希伯特，史密斯乐队于1982年8月的一个夜晚在Decibel录制了他们的第一张小样。在鼓手西蒙·沃斯滕克罗夫特的帮助下，乐队录制了《晃摇篮的手》和《受难的小孩》，西蒙和马尔曾在怪胎派对中合作过。沃尔斯滕克罗夫特对加入乐队不感兴趣，所以在试音后，邁克·喬伊斯加入了乐队；他后来透露，他在试音期间受到了迷幻蘑菇的影响。与此同时，莫里西把试听样带给了工厂唱片，但其主理人托尼·威尔逊不感兴趣。
1982年10月，史密斯乐队在曼彻斯特丽兹酒店举办的学生音乐暨时装秀“纯粹快乐之夜”（An Evening of Pure Pleasure）上，作为土耳其蓝色轮舞曲的暖场乐队首次公开演出。在演出中，他们演奏了自己的作品和《我生日想要一个男孩》。莫里西构建了这场演出的美学设计：场地的音响系统播放克劳斯·诺米翻唱的亨利·珀塞爾的《冷之歌》（The Cold Song）作为背景，乐队随着这首歌登台，然后他的朋友詹姆斯·梅克上台介绍乐队。演出期间，梅克一直留在舞台上，他说：“他们给了我一对沙球——一个可选的额外乐器——和全权委托。没有任何指示——我想大家普遍认为我会“即兴”......我在那里喝红酒，做些多余的手势，并保持在莫里西在我周围用粉笔画的紧密圆圈内。”据称，希伯特对乐队的“同性恋”审美感到不满；反过来，莫里西和马尔对他的贝斯演奏不满意，所以他被马尔的老同学安迪·鲁尔克取代了。希伯特否认他反对乐队被视为同性恋，并说他不确定为什么他被要求离开。
1982年12月，史密斯乐队在乔尔顿-卡姆-哈代的Drone录音室录制了他们的第二张小样；录制的曲目包括《有何不同？》（What Difference Does It Make?）、《英俊魔鬼》（Handsome Devil）和《悲惨谎言》（Miserable Lie）。这些被用于在EMI唱片的试音，但该公司拒绝了这支乐队。 乐队继续练习，这次是在波特兰街Crazy Face服装公司的楼上，这个空间由他们的新经纪人乔·莫斯（Joe Moss）租下。圣诞节前，他们已经创作了四首新歌：《这些需要时间》（These Things Take Time）、《你看中他什么？》（What Do You See in Him?）、《珍妮》（Jeane）和《见仁见智》（A Matter of Opinion），其中最后一首他们很快就放弃了。1983年1月底，他们在曼彻斯特的曼哈顿进行又一场演出，虽然梅克再次以艳舞舞者的身份出现，但这是他最后一次这样做了。2月初，他们在庄园俱乐部进行了第三场演出。

### 1983至1984年：粗野牛郎，《亲密无间》，首张专辑
马尔和鲁尔克前往伦敦，将他们的录音磁带交给独立厂牌粗野牛郎唱片的杰夫·特拉维斯。特拉维斯同意将他们的歌曲《亲密无间》剪辑成单曲。就封面一事，莫里西坚持要使用吉姆·弗伦奇的一张同性情色照片，这张照片是他在玛格丽特·瓦尔特斯的《裸男》（The Nude Male）上看到的。单曲于1983年5月发布，良好的销售势头持续了18个月，但未能进入英國單曲排行榜。伦敦大学联盟举行了史密斯乐队第二场伦敦音乐会，观众包括约翰·沃尔特斯，他是约翰·皮尔的BBC广播一台节目的制作人：他邀请史密斯乐队为节目录制一场演奏会。皮尔说：“你无法立即分辨出他们听的是什么唱片。这相当不寻常，确实非常罕见……史密斯乐队的这一点给我留下了最深刻的印象。”在这次广播曝光之后，史密斯乐队首次接受了音乐杂志《新音乐快递》和《声音》的采访。
特拉维斯前往曼彻斯特，在Crazy Face楼上的排练场地与乐队见面，为粗野牛郎签下了乐队的唱片合同。莫里西和马尔代表乐队签字，但并未讨论如何分配收益。特拉维斯请来了泪滴爆裂乐队的特洛伊·泰特，在他的监督下，乐队在东伦敦沃平的Elephant录音室录制了第一张专辑。粗野牛郎对专辑和泰特的制作不满意，坚持要求乐队与新制作人约翰·波特重录。单曲《这迷人的男子》和《有何不同？》在英國單曲排行榜上分别位列第25和第12。在音乐媒体的赞扬以及皮尔和大卫·詹森在BBC广播一台的一系列电台演奏会的帮助下，史密斯乐队开始建立忠实的粉丝群体。
《太阳报》的加里·布谢尔指控史密斯乐队的B面歌曲《英俊魔鬼》支持恋童，引起争议。乐队否认了这一说法，莫里西表示这首歌“与儿童无关，更与猥亵儿童无关”。

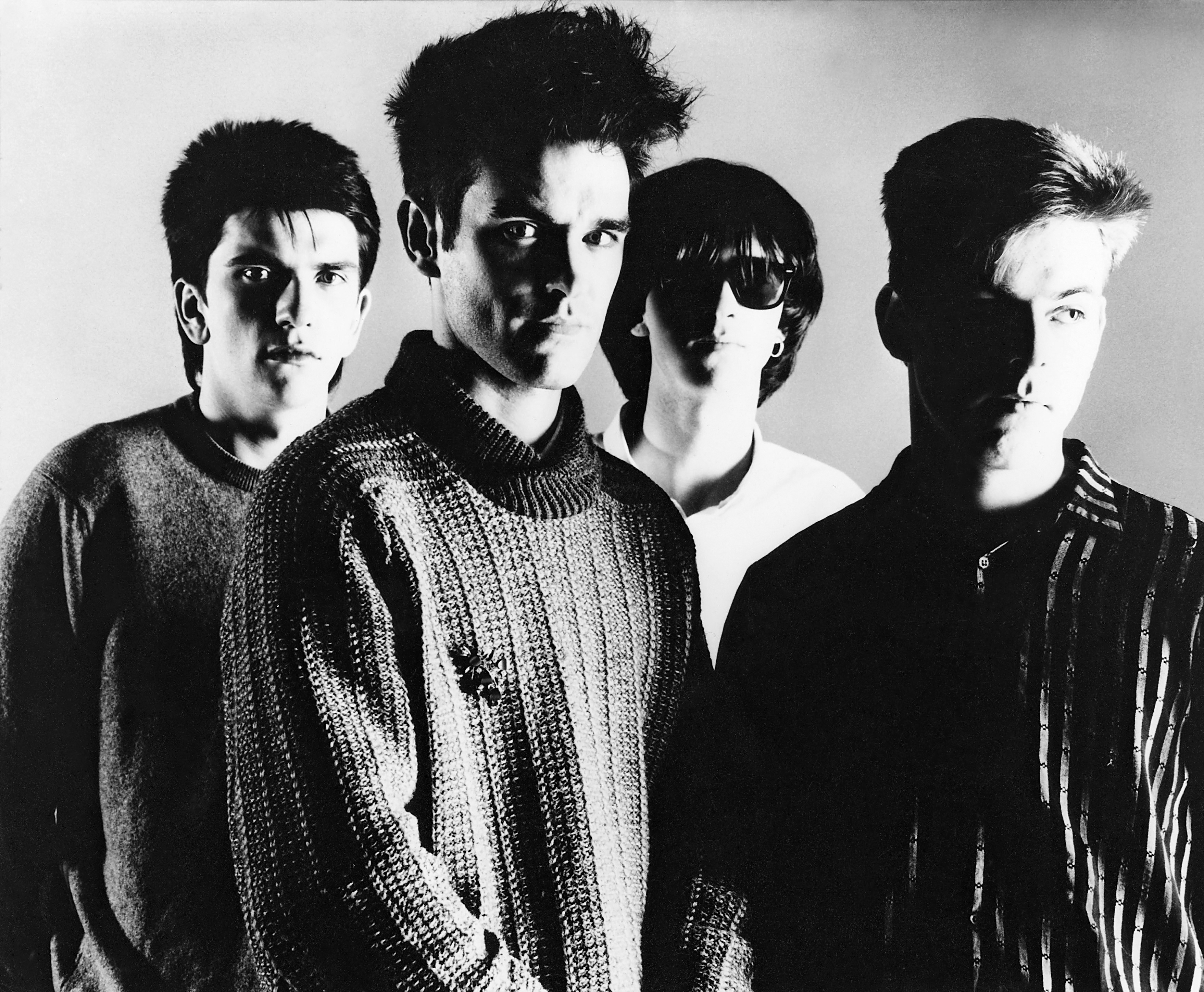
1984年的史密斯乐队

1984年2月，史密斯发行了首张专辑《史密斯》，专辑在英國專輯排行榜上位列第二。其中的《绕着喷泉打转》（Reel Around the Fountain）和《晃摇篮的手》涉及争议，数家小报声称这些歌曲暗示恋童，乐队对此强烈否认。1984年3月，史密斯在第四台的音乐节目《管道》演出。
专辑发行同年，专辑外单曲《天知道我如今的悲惨》和《威廉，真的没什么》，后者B面是《现在是多久之后？》。《天知道我如今的悲惨》是乐队首次进入前十名的歌曲，也是工程师兼制作人斯蒂芬·斯特里特与乐队长期合作的开始。
《天知道我现在的悲惨》的B面歌曲《受难的小孩》触及了穆尔斯谋杀案的主题，引发了更多争议。一名被谋杀儿童的祖父在酒吧點唱機上听到了这首歌，觉得乐队试图将谋杀案商业化，这引起了轩然大波。在与莫里西见面后，他承认这首歌是对谋杀案影响的真诚探索。莫里西随后与受害者莱斯利·安·唐尼的母亲安·韦斯特建立了友谊，歌曲中提到了她的名字。
年底，史密斯发行了精选辑《满帽空虚》。这张专辑收录了去年为皮尔和詹森电台节目录制的单曲、B面和其他曲目。

### 1985至1986年：《肉食即谋杀》和《女王已死》
1985年初，史密斯发行了第二张录音室专辑《肉食即谋杀》。这张专辑比前作更加尖锐和政治化，包括支持素食主义的同名曲目（莫里西禁止乐队其他成员被拍到吃肉的照片）、《一事无成》（Nowhere Fast）中轻松的共和主义，以及反对体罚的《校长仪仗》（Headmaster Ritual）和《野蛮始于家庭》（Barbarism Begins at Home）。乐队在音乐上也变得更加多元化，马尔在《拉肖姆恶棍》（Rusholme Ruffians）中加入了摇滚乐的即兴重复乐段，鲁尔克在《野蛮始于家庭》中演奏了放克贝斯独奏。专辑发行前，乐队将之前的B面《现在是多久之后？》重新作为单曲发行，虽然这首歌没有收录在原版黑膠唱片中，但它被添加到了后续发行的专辑中。《肉食即谋杀》是乐队唯一一张在英国排行榜上排名第一的专辑（不含精选辑）。
莫里西在很多采访中都表明了自己的政治立场，这进一步引发了争议。他针对的对象包括撒切尔政府、英国君主制和饥荒救济项目Band Aid。莫里西对后者有句名言：“人们可以非常关心埃塞俄比亚人民，但每天折磨英格兰人民又是另一回事”（“折磨”指的是该项目产出的音乐）。尽管专辑中唯一的单曲《那玩笑不再好笑》不太成功，勉强进入英国单曲榜前50位，但随后发行的单曲《莎士比亚之妹》位列第26位。1985年，史密斯乐队在英国和美国完成了长时间的巡演。
紧随先导单曲《烦扰缠身的男孩》和《大嘴巴再出击》，史密斯的第三张录音室专辑《女王已死》于1986年6月发行。马尔在《永不熄灭的光芒》和《烦扰缠身的男孩》等几首歌中加入了键盘合成的弦乐。《女王已死》在英国排行榜上排名第二。
专辑于1985年11月完成，与粗野牛郎的法律纠纷使专辑发行推迟了近7个月，马尔开始感受到乐队巡演和录音日程的压力。他后来告诉《新音乐快递》：“‘情况恶化’还不是全部：我病得很重。巡演真正结束时，一切都变得有点……危险。我喝得太多，喝得太多。”1986年初，鲁尔克因吸食海洛因而被乐队开除。据称，他通过贴在汽车挡风玻璃上的一张便条收到了开除通知。便条上写着：“安迪——你离开了史密斯乐队。再见，祝你好运，莫里西。”莫里西否认了这一说法。
克雷格·甘农（苏格兰新浪潮乐队阿兹特克相机前成员）取代了鲁尔克担任贝斯手，但两周后鲁尔克又回到了原位置。甘农留在乐队，改弹节奏吉他。这支五人乐队录制了单曲《恐慌》和《问》（柯丝蒂·麦科尔伴唱），在英国单曲榜上分别位列第11和第14，乐队随后在英国巡回演出。
由于涉嫌持有毒品而被捕，鲁尔克在当年晚些时候的乐队北美巡演中差点被盖伊·普拉特取代。鲁尔克的工作签证在出发前才拿到。虽然演出很成功，但除莫里西之外的工作人员和乐队成员酗酒和吸毒对乐队造成了影响，加上管理不善和与粗野牛郎（乐队曾认真考虑离开该公司转投EMI）以及与美国厂牌Sire唱片（莫里西认为该公司没有为史密斯乐队做足够的宣传）的持续纠纷。在佛羅里達聖彼得堡的一场演出后，他和马尔取消了剩下的四场演出，包括在纽约市无线电城音乐厅的盛大压轴演出。 1986年10月，在接下来的英国巡演结束后，甘农离开了乐队。在史密斯乐队期间，甘农参与了七首录音室曲目的录制，包括《恐慌》和《问》、单曲B面《德赖兹列车》（The Draize Train）和《金色光芒》（Golden Lights）、次年发行的单曲B面《半人》（Half a Person）和《伦敦》以及收录于次年精选辑《世界不会听》的《宝贝，你就是还没争取到》（You Just Haven't Earned It Yet, Baby）。1986年12月12日，乐队在伦敦O2布里克斯頓學院举行了最后一场音乐会，这是一场反种族隔离的慈善活动。
由于他们与粗野牛郎唱片公司的合同解除，他们寻求与一家大唱片公司签订新合同。马尔在1987年初告诉《新音乐快递》，“每家唱片公司都来找我们。闲聊、行贿，什么都有。我真的很享受。”乐队与EMI签约，这引起了粉丝群体和音乐媒体的批评。

### 1987年：《斯特兰奇韦斯，我们来了》与解散
1987年初，《全世界的商店扒手联合起来》登上英国单曲榜第12位，随后第二张精选辑《世界不会听》发行。这个标题是莫里西沮丧的评论，认为乐队缺乏主流认可；精选辑在排行榜上排名第2。之后，单曲《希拉谢幕》带领乐队第二次（也是乐队解散前最后一次）进入英国前10。1987年3月，另一张精选辑《比炸弹更响亮》在美国发行，两月后也在英国发行。乐队的第四张录音室专辑《斯特兰奇韦斯，我们来了》以钢琴演奏开头，因马尔希望摆脱史密斯的经典风格。马尔也为其他曲目弹奏键盘，而专辑第一首曲目《一冲一推，这片土地就属于我们了》完全没有吉他。
尽管他们继续取得成功，但乐队内部也出现了紧张势头。马尔筋疲力尽，于1987年6月开始休息，他觉得其他乐队成员对他有负面看法。7月，他离开了乐队，因为他误认为《新音乐快递》文章《史密斯乐队解散》是莫里西授意的。这篇由丹尼·凯利撰写的文章声称莫里西不喜欢马尔与其他音乐家合作，马尔和莫里西的私人关系已经到了破裂的地步。马尔联系了《新音乐快递》，解释说他离开乐队不是因为个人关系紧张，而是因为他想要更广泛的音乐视野。前伊斯特豪斯乐队吉他手艾弗·佩里（Ivor Perry）被请来代替马尔。乐队与他一起录制了一些从未完成的素材，其中早期版本的《站台上的孟加拉人》（Bengali in Platforms）后来在莫里西1988年的首张个人专辑《仇恨万岁》中发行。佩里觉得不舒服，说“就像是他们想要另一个约翰尼·马尔”；据佩里说，录音结束时莫里西跑出了录音室。
到9月《斯特兰奇韦斯，我们来了》发行时，史密斯乐队已经解散。解散的主要原因是莫里西对马尔与其他艺术家合作感到恼火，而马尔对莫里西音乐上的僵化感到沮丧。马尔特别讨厌莫里西痴迷于翻唱60年代的流行歌手，如Twinkle和西利亚·布莱克，他在1992年说：“这真的是最后一根稻草。我组建乐队不是为了演唱西利亚·布莱克的歌曲。”在1989年的一次采访中，莫里西表示，缺乏经纪人和业务问题是解散的原因。
1987年10月，《斯特兰奇韦斯，我们来了》在英国登上第2位，也是史密斯乐队在美国最成功的专辑，在Billboard 200上排名第55。莫里西和马尔称这是他们最喜欢的史密斯乐队专辑。专辑中的两首曲目作为单曲发行，以现场、演奏会和小样作为B面。次年，现场专辑《兰克》在英国登上第2位，并进入欧洲百大专辑榜位列第9，专辑录制于1986年，其时克雷格·甘农还在乐队。

### 1989年：版权争端
莫里西和马尔各拿走了史密斯乐队40%的录音和表演版税，乔伊斯和鲁尔克各拿走了10%。正如乔伊斯的律师后来在法庭上辩称的那样，乔伊斯和鲁尔克被视为伴奏音乐家，“就像割草机的零件一样容易更换”。1989年3月，乔伊斯和鲁尔克对莫里西和马尔提起了法律诉讼。他们辩称，他们是史密斯乐队的平等合伙人，除了歌曲创作和发行之外，他们各自都有权获得乐队所有活动收益的25%。负债累累的鲁尔克很快达成和解，一次性获得了8.3万英镑（相当于2023年的£260,824）和10%的版税，放弃了所有进一步的索赔。
乔伊斯继续诉讼，并于1996年12月将诉讼提交至高等法院高等法院衡平法庭。莫里西和马尔在前一年接受了乔伊斯和鲁尔克是合伙人的事实，但乔伊斯是否有权获得史密斯乐队“（歌曲创作或出版以外的）活动”产生的四分之一收益仍存在争议。乔伊斯的律师奈杰尔·戴维斯（Nigel Davis） 表示，乔伊斯直到乐队解散后才意识到自己只获得了10%的收益。
莫里西和马尔在审判中分别由律师出庭，他们坚称已经向鲁尔克和乔伊斯解释了版税分配问题，尽管他们不再确定何时。此外，这项协议只是口头讨论，从未在法律上写在纸上，马尔对此感到后悔。2004年，他说，虽然他并不后悔解散史密斯乐队，但他希望乐队“从一开始就”签署法律文件，以避免后来的财务分歧。正如马尔的律师罗伯特·恩格尔哈特（Robert Englehart）所说，“13年后，很难确定40:40:10:10收益分成的确切时间……但莫里西和马尔自始至终都坚持他们将从史密斯乐队的收入中获得40%的净收益。”
经过七天的听证会，法官威克斯裁定乔伊斯胜诉，他将获得约100万英镑以及此后25%的版税。法官还进行了品格评估；乔伊斯和鲁尔克（为乔伊斯提供证言）给他留下了直率诚实的印象，而莫里西“在涉及自身利益时显得狡猾、好斗和不可靠”，马尔“愿意夸大证据，使自己变得不那么可信”。法官还表示，马尔“可能是四个人中比较聪明的”，而鲁尔克和乔伊斯“不聪明”。八个月后，莫里西在接受采访时说：
法庭案件是史密斯乐队生活的简史。迈克一直在说话，却什么也没说。安迪记不住自己的名字。约翰尼试图取悦所有人，结果却谁也取悦不了。莫里西在被告席上被炙热的聚光灯下训斥。“你怎么敢成功？”“你怎么敢走出来？”对我而言，史密斯乐队很美好，约翰尼离开了，迈克毁了它。
在审判前，有人问莫里西是否认为鲁尔克和乔伊斯被欺骗了，莫里西回答说：“他们很幸运。如果他们换了其他歌手，他们就不可能走得比索尔福德购物中心更远。”莫里西的律师伊恩·米尔承认，莫里西的态度“暴露了一定程度的傲慢”。莫里西对判决提出上诉，上诉法院（民事部门）于1998年11月审理并驳回了上诉。受到乔伊斯成功的启发，鲁尔克就自己的选择寻求法律建议。他于1999年被宣布破产。
2005年11月，乔伊斯在BBC 6 Music节目中告诉马克·赖利，经济困难使他不得不在eBay上出售史密斯乐队的稀有唱片。举例来说，赖利播放了一段未完成的器乐，名为“Click Track”（或“Cowbell Track”）。三天后，莫里西发表声明回应，称乔伊斯于1997年分别从马尔和莫里西那里获得了21.5万英镑，此后马尔在2001年最后一次补发26万英镑。莫里西未能支付最后一笔款项，因为他说，2001年他在海外，没有收到文件。乔伊斯获得了对莫里西的缺席判决，将他的未偿债权改为68.8万英镑，并获得了扣押他大部分收入的命令。这让莫里西感到不满，他估计，截至2005年11月30日，乔伊斯至少令他花费了151.5万英镑的版税和律师费。

## 单飞生涯

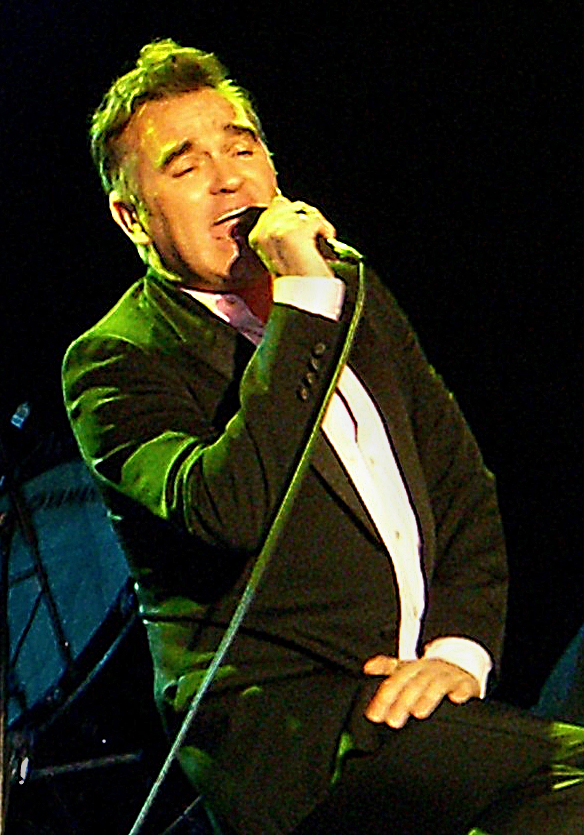
2006年，莫里西在德克萨斯奥斯汀西南偏南演出

乐队解散后，莫里西开始录制个人专辑，与制作人斯蒂芬·斯特里特和曼彻斯特同乡、杜鲁蒂柱吉他手维尼·赖利合作。专辑《仇恨万岁》（意指史密斯乐队解散）于1988年3月发行，在英国排行榜上名列第一。在接下来的几年里，他邀请了几位歌手为几首歌曲和声，例如疯狂乐队的萨格斯参与了《皮卡迪利波拉利》，偽裝者合唱團的克里西·海特参与了《我的爱情生活》。他与苏西与女妖乐队的苏西·苏录制了一首二重唱《间奏曲》，以两人的名义共同发行。他还与编曲者恩尼奥·莫里科内合作演唱了《亲爱的上帝，请帮助我》（Dear God Please Help Me）。90年代初，在首次以莫里西的身份巡回演出后，他重新在北美受到欢迎。莫里西继续以独唱艺术家的身份表演和录制唱片，截至2020年已发行了13张录音室专辑。
1989年，马尔与新秩序乐队的伯纳德·萨姆纳和宠物店男孩的尼尔·坦南特一起回归跨组合乐队Electronic。在接下来的十年里，Electronic乐队发行了三张专辑。马尔也是The乐队的成员，在1989年至1993年间与他们一起录制了两张专辑。他曾担任伴奏音乐家和写作合作者，与偽裝者合唱團、布萊恩·費瑞、宠物店男孩、比利·布拉格、黑葡萄、传声头像、謙遜耗子、拥挤房子和貝克等艺术家合作。

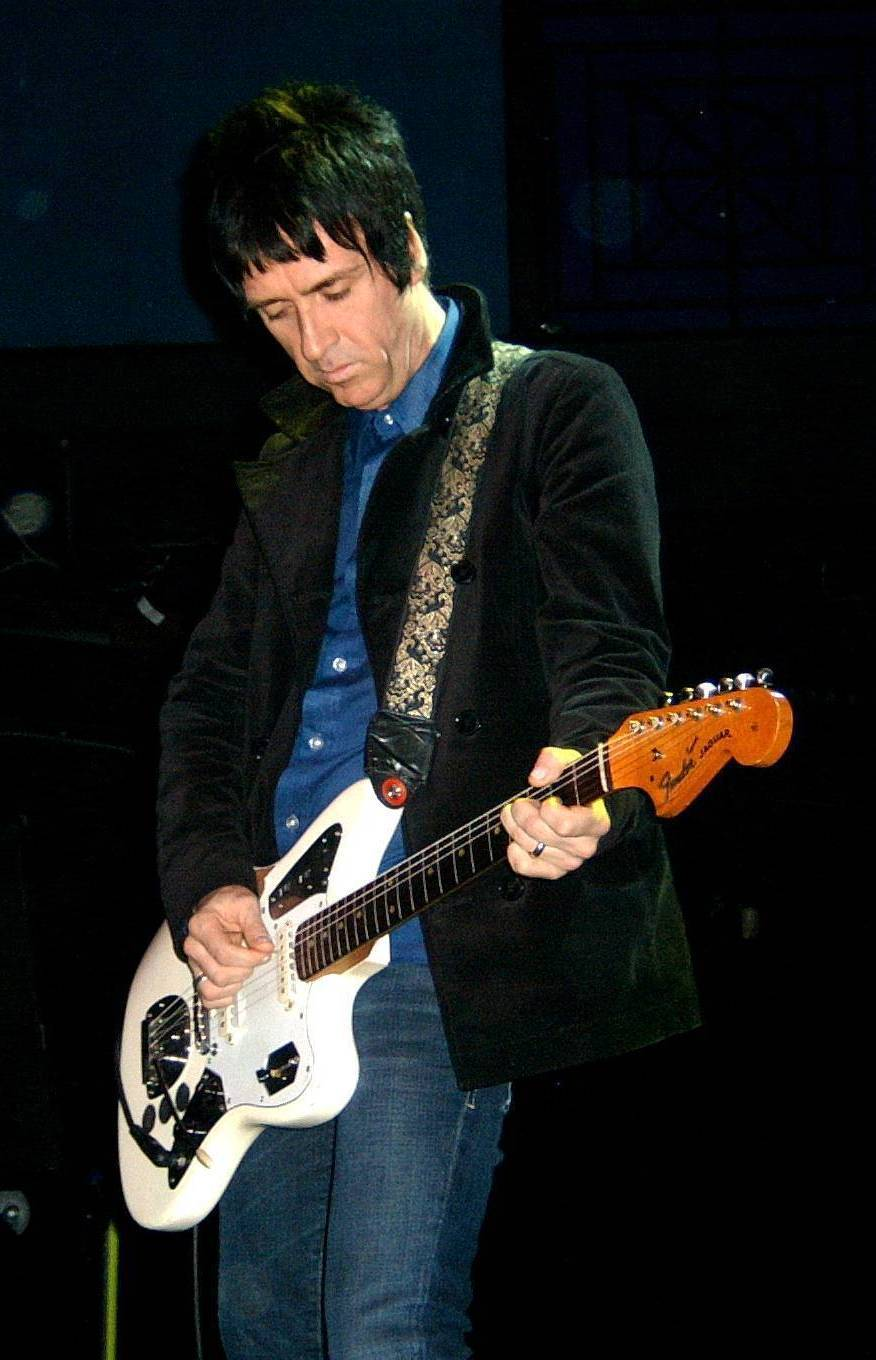
2010年，马尔作为The Cribs的一员在华盛顿特区9:30 Club演出

2000年，他组建了另一支乐队“约翰尼·马尔与治疗者”（Johnny Marr + the Healers），该乐队只发行了一张专辑《非洲树蛇》（2003年），取得了一定的成功，不久后就解散了。后来，他作为客座音乐家参与了绿洲乐队的专辑《异教化学》（2002年）。 2006年，他开始与謙遜耗子乐队的艾萨克·布罗克合作创作歌曲，这些歌曲最终收录在乐队2007年发行的专辑《船还没沉我们就死了》中。謙遜耗子随后宣布马尔成为一名正式成员，重组后的阵容在2006至2007年进行了大规模巡演。2008年1月，马尔据报道称参加了在斯托克波特的Moolah Rouge录音室与韦克菲尔德独立乐队The Cribs一起进行的为期一周的歌曲创作会议。马尔与乐队的合作持续了3年，并出现在第四张专辑《忽视无知者》（2009年）中。他于2011年4月宣布离开。他随后录制了3张个人专辑，2013年的《信使》、2014年的《游乐场》和2018年的《呼叫彗星》。除了作为音乐家和词曲作者活动外，马尔还制作了马里昂乐队1998年的第二张专辑《The Program》和避难所乐队2002年的首张专辑《感官之间》（Between the Senses）。
安迪·鲁尔克和迈克·乔伊斯继续合作。他们在1988年上半年与希妮德·奥康娜一起巡回演出；鲁尔克还出现在她1990年的专辑《我别无所求》中。同样在1988年，他们（与克雷格·甘农一起）被招募到成人网络，但不久后就离开了乐队。1988年和1989年，他们与莫里西录制了单曲。1998年，他们与阿齐兹·易卜拉欣（石玫瑰乐队）一起巡回演出和录制。2001年，他们与杰森·斯佩克特等人组建了幽灵乐队（Specter）。乐队在英国和美国演出，并没有成功。同年，他们以Moondog One的名义与保罗·阿瑟斯（绿洲乐队）、阿齐兹·易卜拉欣和罗威塔·伊达（快乐星期一）录制了小样，但项目没有进一步发展。2001年底，他们一起在老牌曼彻斯特乐队Jeep演奏。2005年，他们与文尼·皮丘利尔（Vinny Peculiar）一起演奏，录制了单曲《两个胖情人》（Two Fat Lovers），乔伊斯也出现在2006年的专辑《文尼·皮丘利尔的沉浮》（The Fall and Rise of Vinny Peculiar） 中。2007年，他们发行了纪录片DVD《史密斯内幕》（Inside the Smiths），这是他们与乐队相处时光的回忆录，值得注意的是马尔、莫里西和他们的音乐都没有出现。
在合作项目之外，乔伊斯在1990年与麂皮乐队一起录制唱片；1990年至91年，他与嗡嗡鸡乐队一起巡演和录制唱片；1992年他分别同约翰·里顿与公众形象有限公司、朱利安·科普一起巡演；1995年，他加入P·P·阿诺德的唱片录制；1996年至1998年，他参入皮特·怀利 的巡演唱片和录制。进入新世纪后，他分别在2007年与文尼·皮丘利尔和保罗·阿瑟斯、2008至2009年与Autokat乐队一起巡演。他在 Revolution 96.2 FM广播上主持《另类疗法》（Alternative Therapy）节目，直到该电台于2008年改变编排，节目后来在曼彻斯特在线电台和Tin Can Media上恢复播出。他在东村电台主持《联盟排行榜》（The Coalition Chart Show）节目，该节目在纽约制作。
而鲁尔克参与到了偽裝者合唱團（1994年，《最后的独立者》客座）、画得糟的男孩（合作持续了两年）、骄傲玛丽（2004年，《爱与光》客座）和伊恩·布朗（2007年，《世界属于你》客座）的演奏与录制工作中。2007 年，他与贝斯手彼得·胡克（新秩序和歡樂分隊）和 马尼（石玫瑰和原始吶喊）组建了自由低音乐队。鲁尔克共同创办了“ 曼彻斯特 v 癌症” 系列音乐会，后来演变为“对抗癌症”，为癌症研究筹集资金。他专注于自己的电台事业，从XFM曼彻斯特的周六晚间节目开始。他在东村电台常驻，乔伊斯是他的同事。鲁尔克于2009年初搬到了纽约。在那里，他与奥莱·科任斯基（Olé Koretsky）组建了Jetlag，一个“DJ和音频制作机构”。2014年4月，小红莓乐队主唱多洛丝·奥瑞沃丹加入了乐队，乐队改名为D.A.R.K.。

### 重组动向
马尔和莫里西曾多次表示他们不会重组乐队。2006年，莫里西宣称：“我宁愿吃掉自己的睾丸也不愿重组史密斯乐队，这对一个素食主义者来说意义重大。”同年，在另一次采访中，当被问及原因时，他回答道：“我觉得自从史密斯乐队解散以来，我已经非常努力了，而其他人却没有，所以为什么要给他们不值得的关注？我们不是朋友，我们不见面。那我们为什么要一起站在舞台上？”2009年2月，在接受BBC廣播二台采访时，他说：“人们总是问我关于重组的问题，我无法想象为什么”，“过去似乎是已是远处，我对此感到高兴。”2002年，乔伊斯表示他对重组不感兴趣，因为他觉得史密斯乐队已经走到了尽头。
2004年11月，VH1播出了《乐队重聚》的《后台通行特别集》（Backstage Pass Special），节目中主持人阿默·哈利姆在阿波罗剧院演出前试图挡下莫里西，但未能成功。2006年3月，莫里西表示，史密斯乐队拒绝了在科切拉音乐节上演出的500万美元报价，他说：“钱不是最重要的……这是一段奇妙的旅程。然后它结束了。我觉得我们不应该结束。我想继续。（马尔）想结束它。就是这样。”
2007年8月，据广泛报道，莫里西在那个夏天拒绝了一个“推广者财团”提出的7500万美元（当时接近4000万英镑）的报价，意在令其与马尔重聚，并在2008年和2009年以史密斯乐队的名义进行50天的世界巡演。新音乐快递称莫里西是该故事的来源。《滚石》杂志援引了他的公关人员的话。莫里西默许的非官方粉丝网站“true-to-you.net”也报道了这一提议。后来，这件事被称为一场骗局，尽管尚不清楚是谁在欺骗谁。10月，马尔在BBC广播五台直播上说：“奇怪的事情已经发生了，所以，你知道的，谁知道呢？……这没什么大不了的。也许10年或15年后，当我们出于某种原因需要时，我们才会这样做，但现在莫里西在做他的事情，我在做我的事情。”
2008年，马尔在重新制作乐队曲目母带时恢复了与莫里西和鲁尔克的联系。同年9月，莫里西和马尔在曼彻斯特会面，讨论了重组乐队的可能性。两人在接下来的四天里保持着联系，并决定不让乔伊斯参加任何可能的重组，等到马尔完成对The Cribs的承诺后再进行重组。马尔在墨西哥与The Cribs一起巡回演出时，两人之间的联系突然中断，重组的话题再也没有被提起。马尔说，直到2010年12月，他才再次收到莫里西的一封简短的电子邮件。2009年6月，马尔在伦敦接受XFM采访时表示：“我认为有人出价5000万美元，让我们举办三场……也许是五场演出。”他说重组的可能性“与金钱无关”，原因“非常抽象”。
2006年1月，马尔和治疗者乐队在鲁尔克的“曼彻斯特 v 癌症”慈善音乐会上演出，马尔与鲁尔克一起演唱了《现在是多久之后？》。马尔和鲁尔克还在2014年的巴西Lollapallooza音乐节上演唱了同一首歌。鲁尔克于2023年5月19日因胰腺癌去世，享年59岁。
2024年8月，莫里西在他的个人网站“Morrissey Central”上发文称，他和马尔收到了一个“极具吸引力的提议”，邀请他们以史密斯乐队的名义在2025年进行巡演。莫里西表示他接受了邀请，但马尔没有回应。随后，马尔发布了一张英国改革党领导人奈杰尔·法拉奇的照片，暗示其反对史密斯乐队重聚的态度。马尔曾在2016年表示，莫里西的政治立场与法拉奇一致，甚至打趣道，如果乐队重聚，法拉奇将会成为他们的吉他手。
几周后，马尔通过其官方Instagram账号发布了其管理团队的正式声明。声明中明确表示，马尔并没有忽视该提议，而是直接拒绝了。声明还澄清了莫里西的其他说法，例如声称马尔在未经他同意的情况下，申请了乐队100%的知识产权和商标权，尽管“‘史密斯乐队’这个音乐组合名称是莫里西个人在1982年5月创立的”。马尔在声明中称，自己发现乐队并不拥有商标权后，为了防止第三方在2018年尝试使用史密斯乐队的名称，决定单独以自己的名义注册该商标，因为他没有收到莫里西及其代表的回应。2024年1月，马尔签署了一份协议，愿意与莫里西共同拥有史密斯乐队这一名称的所有权，但莫里西至今未对该协议作出回应。马尔进一步澄清，申请商标的目的并不是为了与其他歌手一起以史密斯乐队的名义巡演（这与莫里西团队的说法相反），而仅仅是为了保护乐队的名字及其使用权。

## 音乐风格
史密斯乐队的音乐可被归类为独立流行、 独立摇滚、 噪响流行、 后朋克、 和另类摇滚。 莫里西和马尔主导了乐队的音乐方向。马尔在1990年表示，“莫里西和我各担一半。我们对每张专辑方向的想法完全同步”。史密斯乐队「非节奏布鲁斯、格外『白人式』地融合了20世纪60年代摇滚和後龐克，是对当代舞曲流行音乐的否定」。乐队有意拒绝用合成器和舞曲。 而从他们的第二张专辑《肉食即谋杀》开始，马尔决定在歌曲中加入键盘。
马尔噪响的吉他演奏受到了飞鸟乐队的罗杰·麦金恩、疯马乐队的尼爾·楊、披頭四樂隊的乔治·哈里森、偽裝者合唱團的詹姆士·哈尼曼-史考特和五角星乐队的伯特·扬施的影响。马尔经常用变调夹将吉他调高一整音至F调，以适应莫里西的音域，同时也使用开放式调弦。马尔表示，制作人菲尔·斯佩克特对他产生了影响，他说：“我喜欢唱片的概念，即使是那些空间很大的唱片，听起来也很有‘交响乐’的感觉。我喜欢所有演奏者融入一种氛围的感觉。”马尔最喜欢的其他吉他手包括丑角合唱團的詹姆斯·威廉姆森、罗里·加拉格尔、谁人乐队的皮特·汤申德、吉米·亨德里克斯、暴龍樂團的馬克·波倫、滚石乐队的基思·理查兹，以及杂志乐队和苏西与女妖乐队的约翰·麦吉奥赫。在2007年接受英国广播公司采访时，马尔表示，他的目标是在史密斯乐队中“修剪”自己的风格，避免陈词滥调的摇滚吉他。马尔禁止自己使用强力和弦、失真、长独奏或“大摇滚和弦進行”，而是依靠复杂的琶音为乐队创作他标志性的吉他作品。偶尔，马尔会违反自己的规则，比如他在《伦敦》中使用过载踏板。
莫里西的角色是创作人声旋律和歌词。莫里西的歌曲创作受到朋克摇滚和后朋克乐队的影响，如纽约娃娃、抽筋乐队、特别乐队和邪教乐队，以及20世纪60年代的女子音乐组合和歌手，如達斯蒂·斯普林菲爾德、桑迪·肖、瑪莉安·菲絲佛和蒂米·乌罗。莫里西的歌词虽然字面上很沮丧，但往往充满了尖刻的幽默；约翰·皮尔（John Peel）曾评论说，史密斯乐队是少数能让他开怀大笑的乐队之一。莫里西童年时对20世纪60年代“厨槽”电视剧的社会现实主义感兴趣，受此影响，他写下了普通人及其绝望、拒绝和死亡的经历。虽然“《病态依旧》等歌曲确立了他作为心怀不满的青年代言人的地位”，但莫里西的“躁狂抑郁的咆哮”和他的“‘我真可怜’的姿态”刺激一些敌对的批评者将史密斯乐队斥为‘悲观主义者’。”朱利安·斯特林格（Julian Stringer）将史密斯乐队描述为“英国最公开的政治团体之一”，而安德鲁·沃恩斯（Andrew Warnes）在对他们作品的研究中称他们为“最反资本主义的乐队”。

## 视觉风格
乐队的封面设计具有独特的视觉风格，经常以双色调展现电影和流行歌星的人像。设计由莫里西和粗野牛郎艺术协调员乔·斯利完成。单曲封面除了乐队名称外，很少出现任何文字，乐队本身也没有出现在任何英国发行的封面上。不过，莫里西的确出现在单曲《有何不同？》一张替代封面上，模仿了原作中演员特伦斯·斯坦普的姿势，后者反对使用他的照片。封面主题的选择反映了莫里西对电影明星（斯坦普、阿兰·德龙、让·马莱、安迪·沃荷的门徒乔·达历山德罗、占士·甸）、六十年代英国流行文化人物（维夫·尼科尔森、帕特·菲尼克斯,、尤莎·乔伊斯、希拉·德莱尼）以及老电影和杂志中的匿名图像的兴趣。
史密斯乐队主要穿着普通的衣服——牛仔裤和朴素的衬衫——以符合返璞归真、吉他和鼓乐为主的音乐风格。这与新浪漫主义流行乐队（如施潘道芭蕾乐队和杜蘭杜蘭）所培养的异国情调的高级时装形象形成鲜明对比，并被《面孔》和《i-D》等杂志重点报道。1986年，当史密斯乐队参加英国音乐节目《老灰吹哨测试》时，莫里西戴了一个假助听器，以表支持一位羞于使用助听器的听力受损粉丝，并且经常戴厚边國民保健署式眼镜。莫里西还经常在舞台上挥舞剑兰花。
作为史密斯乐队的主唱，莫里西颠覆了许多与流行音乐和摇滚音乐相关的常规。乐队的简约审美是对新浪漫主义所代表的华丽的一种反应，虽然莫里西采用了像新浪漫主义或早期华丽摇滚歌手那样的雌雄同体形象，但他的风格更加微妙和低调。据一位评论员说，“他很有书呆子气；他在舞台上戴着國民保健署的眼镜和助听器；他是独身主义者。最糟糕的是，他很真诚”，他的音乐“如此令人陶醉的忧郁，如此危险的深思，如此诱人的幽默，以至于引诱听众......与他和他的音乐建立关系，而不是与世界建立关系。”

## 遗产
史密斯乐队影响广泛。BBC新闻的伊恩·扬斯（Ian Youngs）称他们是“披頭四樂隊之后最能激发人们热爱的乐队”。马尔的吉他演奏“为追随史密斯乐队的更多曼彻斯特传奇奠定了基石”，如石玫瑰的吉他手约翰·斯奎尔称他受到了马尔的影响。绿洲乐队的词曲作者兼吉他手諾爾·蓋勒格也表示受到史密斯乐队的影响，尤其是马尔，他说“Jam乐队解散之时，史密斯乐队开始了生涯，我完全支持他们”。史密斯乐队对早期的电台司令产生了影响，启发了后者2001年的单曲《出鞘》。2001年，马尔表示电台司令是“最接近史密斯乐队真正影响”的乐队。
英国摇滚乐队北極潑猴的亚历克斯·特纳称史密斯乐队对乐队风格的形成有着影响。加拿大艺人威肯表示，史密斯乐队是他制作第三张录音室专辑《星聞人物》时的灵感来源。美国创作歌手傑夫·巴克利是史密斯乐队和莫里西的粉丝。巴克利经常翻唱史密斯乐队的歌曲，如《我知道都结束了》和《烦扰缠身的男孩》。2010年，莫里西将巴克利1994年发行的的《优雅》列为他最喜欢的专辑第12位。
西蒙·戈达德在2007年的《Q》杂志上认为史密斯乐队是“80年代真正重要的声音”和“十年中最具影响力的英国吉他乐队”。他继续说道：“作为首批以自己的方式取得主流成功的独立局外人（他们的第二张录音室专辑，1985年的《肉食即谋杀》，在英国排名第一），他们将摇滚的标准四人组合提升到了魔力和诗意的新高度。他们的遗产可以下溯到石玫瑰、绿洲和放蕩樂團，一直到当下一批艺术气息浓厚的年轻吉他乐队。”
在《未删节》杂志上，西蒙·雷诺兹写道：“从前，一支来自北方的乐队带来了如此清新而充满活力的声音，席卷了整个国家。这首曲子是摇滚，但关键的是，它也是流行音乐：简洁、有力、旋律优美、闪亮而不‘做作’。这位歌手是真正的原创者，通过具有地方特色的声音，传递出一种敏感与力量、反抗与温柔的融合。这个年轻人的嘴唇吐出的话语既现实又不阴沉，充满了狡黠的幽默和精美的细节。大多数人都认可他们的首张专辑成为里程碑，成为经典。”
“由石玫瑰率先发起、由绿洲、麂皮和模糊等乐队引领的英伦摇滚运动，很大程度上借鉴了莫里西对过去阴冷的英国城市的描绘和怀念。”模糊乐队的成立源于1987年在《南岸秀》上见到史密斯乐队。然而，尽管英伦摇滚运动的领军乐队受到了史密斯乐队的影响，但他们与“莫里西和史密斯乐队的基本反建制哲学”相悖，因为英伦摇滚“完全是一种商业的构建”。马克·辛普森认为“英伦摇滚的整个意义在于将莫里西从画面中抹去......莫里西必须成为一个‘非人’，这样九十年代中集中规划并协调的流行音乐经济才能实现。”
蒂佐·塔奇当将史密斯列入他的的反主流文化Spotify播放列表中。《滚石》杂志在其2012年版“史上最伟大的500张专辑”榜单中收录了全部四张史密斯乐队的专辑，并在2004年版滚石杂志五百大歌曲中收录了《威廉，真的没什么》和《现在是多久之后？》。莫里西被列入其2010年版最伟大歌手榜单。2014年和2015年，史密斯乐队被提名进入摇滚名人堂。
2021和2023年，鲜花乐队和歌手理查德·艾斯利举行了数场史密斯翻唱音乐会，其中包括2023年格拉斯顿伯里当代表演艺术节上的表演。《卫报》对演出给予了积极的评价，认为他们为粉丝提供了一种欣赏史密斯的方式，而没有了莫里西带来的“道德上的不安”，有鉴于莫里西近年来颇具争议的形象。莫里西在他的网站上感谢了乐队和艾斯利，但马尔表示，演出“既有趣又可怕”。

## 成员
| 主要成员 - 莫里西：主唱、打击乐（1982–1987） - 強尼·馬爾：吉他、钢琴、键盘、口琴 （1982–1987） - 安迪·鲁尔克：贝斯（1982–1986、1986–1987；2023年逝世） - 邁克·喬伊斯：鼓、打击乐（1982–1987） | 其他成员 - 史蒂夫·庞弗雷特（Steven Pomfret）：吉他（1982） - 戴尔·希伯特（Dale Hibbert）：贝斯（1982） - 詹姆斯·马克尔（James Maker）：舞蹈、沙球、伴唱（1982–1983） - 克雷格·甘农：吉他、贝斯（1986） - 艾弗·佩里（Ivor Perry）：吉他（1987） 演奏会与巡演成员 - 西蒙·沃斯滕克罗夫特：鼓（1982） - 盖伊·普拉特：贝斯（1986） |

## 音乐作品

### 录音室专辑
- 《史密斯（英语：The Smiths (album)）》（1984）
- 《肉食即谋杀》（1985）
- 《女王已死》（1986）
- 《斯特兰奇韦斯，我们来了（英语：Strangeways, Here We Come）》[b]（1987）

### 现场专辑
- 《兰克（英语：Rank (album)）》（1988）

### 合辑
- 《满帽空虚（英语：Hatful of Hollow）》（1984）
- 《世界不会听（英语：The World Won't Listen）》（1987）
- 《比炸弹更响亮（英语：Louder Than Bombs）》（1987）
- 《Stop Me（英语：Stop Me）》（1988，日本限定）
- 《Best... I（英语：Best... I）》（1992）
- 《...Best II（英语：...Best II）》（1992）
- 《Singles（英语：Singles (The Smiths album)）》（1995）
- 《The Very Best of The Smiths（英语：The Very Best of The Smiths）》（2001）
- 《The Sound of The Smiths（英语：The Sound of The Smiths）》（2008）
- 《The Smiths Singles Box（英语：The Smiths Singles Box）》（2008）
- 《Complete（英语：Complete (The Smiths album)）》（2011）

### 脚注
1. ↑  Monroe, Jazz. . Pitchfork. 2023-05-19  [2023-05-23].
2. ↑  Erlewine, Stephen Thomas. . AllMusic.   [2020-02-25]. （原始内容存档于2018-12-15）.
3. ↑  Bannister, Matthew. . Ashgate Publishing, Ltd. 2013: 71–72, 87, 124–125. ISBN 978-1-4094-9374-7.
4. ↑  Payne, Chris. . Billboard. 2014-02-20  [2020-02-25]. （原始内容存档于2020-11-23）.
5. 1 2 3 4  Simon C. W. Reynolds, "The Smiths" 的存檔，存档日期2015-05-04., Britannica Online. Retrieved 8 January 2012.
6. ↑  布罗茨基 2015.
7. ↑   (PDF). Music & Media. 1986-07-26: 26  [2019-10-14]. （原始内容存档 (PDF)于2021-01-10）.
 (PDF). Music & Media. 1987-10-31: 26  [2019-10-14]. （原始内容存档 (PDF)于2021-01-10）.
8. 1 2  Simon Goddard. . Titan Books. 2013-02-01: 16  [2020-09-27]. ISBN 9781781162590. （原始内容存档于2021-01-10）.
9. ↑  Bret 2004，第32頁; Goddard 2006，第16–17頁.
10. ↑  Bret 2004，第32頁; Goddard 2006，第16頁.
11. ↑  . . 29 November 2009  [2019-12-25]. BBC. Radio 4. （原始内容存档于2019-04-03）.
12. 1 2 3 4  Goddard 2006，第17頁.
13. ↑  Robb, John. . The Guardian. 2009-01-09  [2023-04-23]. ISSN 0261-3077. （原始内容存档于2014-03-07） （英国英语）.
14. ↑  Goddard 2006，第18頁.
15. ↑  Goddard 2006，第22頁.
16. ↑  Bret 2004，第34頁; Goddard 2006，第20頁.
17. 1 2  Goddard 2006，第20頁.
18. ↑  Bret 2004，第34頁; Simpson 2004，第42頁.
19. 1 2  Goddard 2006，第21頁.
20. ↑  Goddard 2006，第19頁.
21. ↑  Goddard 2006，第23頁.
22. ↑  Goddard 2006，第23–24頁.
23. ↑  Goddard 2006，第25–26頁.
24. ↑  Goddard 2006，第26–27頁.
25. ↑  Bret 2004，第34, 35頁; Goddard 2006，第27頁.
26. ↑  Goddard 2006，第28頁.
27. ↑  Goddard 2006，第27–29頁.
28. ↑  Goddard 2006，第28–29頁.
29. ↑  Bret 2004，第36頁; Goddard 2006，第27–30頁.
30. ↑  Hibbert, D. . Pomona. 2015. ISBN 978-1-904590-30-9.
31. ↑  Goddard 2006，第30–31頁.
32. ↑  Goddard 2006，第31頁.
33. ↑  Goddard 2006，第32頁.
34. ↑  Goddard 2006，第32–33頁.
35. ↑  Goddard 2006，第33頁.
36. ↑  Goddard 2006，第34頁.
37. ↑  Marr 2016，第275-276頁.
38. 1 2  Goddard 2006，第42頁.
39. ↑  Goddard 2006，第38頁.
40. 1 2 3  Goddard 2006，第43頁.
41. ↑  Goddard 2006，第46–47頁.
42. ↑  Goddard 2006，第47頁.
43. ↑  Goddard 2006，第47–50頁.
44. ↑  Goddard 2006，第50–51頁.
45. ↑  Roberts, David (编).  19th. HIT Entertainment. 2006: 509–510. ISBN 1-904994-10-5.
46. ↑  Simpson 2004，第108頁; Goddard 2006，第35–36頁.
47. ↑  Goddard 2006，第37頁.
48. 1 2 3 4 5  . Theofficialcharts.com.   [2017-10-20]. （原始内容存档于2011-02-17）.
49. 1 2  Adam Moss, "Marr Rocking the Cribs" 的存檔，存档日期2012-01-21., Manchester Evening News, 26 January 2008. Retrieved 8 January 2012.
50. ↑  Goddard 2006，第45頁.
51. ↑  . HitQuarters. 2005-09-27  [2010-05-12]. （原始内容存档于2012-03-14）.
52. ↑  See the discussion of "Heaven Knows I'm Miserable Now" 的存檔，存档日期2008-09-26. at Forever Ill; and the "Suffer Little Children" 的存檔，存档日期2012-02-06. lyrics at Passions Just Like Mine. Both retrieved 8 January 2012.
53. ↑   (http). Overyourhead.co.uk. 2004-11-18  [2007-04-22]. （原始内容存档于2012-05-01）.
54. 1 2 3 4  . Theofficialcharts.com.   [2017-10-20]. （原始内容存档于2011-02-17）.
55. 1 2  . Pitchfork.   [2019-03-12]. （原始内容存档于2017-10-25） （英语）.
56. ↑  Rogan 1993 "The Boy with the Thorn in His Side" [...] Stephen Street: "We were using keyboards a bit more. We had a Emulator sampler [...] It would be a case of Johnny hanging around [...]". The ersatz strings [...] complement the melodramic sentiments...
57. 1 2  Kelly, Danny. "Exile on Mainstream". NME. 14 February 1987.
58. ↑  John Harris, "Trouble at Mill", Mojo, April 2001. Retrieved 8 January 2012.
59. ↑  . Magnet Magazine. 2006-10-04  [2021-07-25]. （原始内容存档于2024-12-14） （美国英语）.
60. ↑  ARTE. . YouTube.   [2021-04-27]. （原始内容存档于2021-04-15）.
61. ↑  Fletcher, Tony. . London: Windmill Books. 2013: 522–40. ISBN 9780099537922.
62. ↑  . Radio X. 2020-07-01  [2020-08-20]. （原始内容存档于2020-08-15）.
63. ↑  Woods 2007，第5頁.
64. 1 2  Rogan, Johnny. 1992.
65. 1 2  Rosen, Steven. . UltimateGuitar.com (interview).   [2014-05-05]. （原始内容存档于2014-05-06）.
66. 1 2  Johnny Rogan, Morrissey and Marr: The Severed Alliance (London: Omnibus, 1992), pp. 281–282.
67. ↑  "Marr Speaks", NME, 8 August 1987.
68. ↑  Lorraine Carpenter, "Timeline: Johnny Marr – Journeyman Smiths Legend Emerges Solo", 的存檔，存档日期2005-08-28. Exclaim!, February 2003. Retrieved 30 May 2010; and Johnny Rogan, "Mike Joyce Interview", 的存檔，存档日期2016-03-15. Mojo, August 1997. Retrieved 30 May 2010.
69. ↑  Dave Henderson, "I Was Nearly a Suedehead! Ivor Perry and Cradle Tales", Underground, No. 13, April 1988, p. 5.
70. ↑  Henderson, "Suedehead".
71. ↑  Johnny Rogan, "The Smiths: Johnny Marr's View", Record Collector, November/December 1992.
72. ↑  . Morrissey-solo.   [2017-10-20]. （原始内容存档于2017-10-25）.
73. ↑  Roberts, British Hit Singles and Albums; and "Artist Chart History – The Smiths: Albums", 告示牌 (雜誌). Retrieved 13 August 2008.
74. ↑  Morrissey and Marr made the point in interviews with Melody Maker (1987), Select (1993), and Q (1994). See the Strangeways, Here We Come 的存檔，存档日期2011-12-14. page at Passions Just Like Mine. Retrieved 8 January 2012.
75. ↑   (PDF). Music & Media. 1988-09-24: 26  [2019-10-14]. （原始内容存档 (PDF)于2021-01-10）.
76. ↑  The Daily Telegraph, Thursday, 12 December 1996. A transcript of the article 的存檔，存档日期2012-11-20. is archived at morrissey-solo.com. Retrieved 8 January 2012.
77. ↑  For the settlement with Rourke, see "Morrissey May Face New Claim for £1m", Manchester Evening News, Thursday, 12 December 1996. A transcript of the article 的存檔，存档日期2012-11-20. is archived at morrissey-solo.com. Retrieved 8 January 2012. For the history of the dispute, see Joyce vs. Morrissey and Others 的存檔，存档日期2015-09-23., England and Wales Court of Appeal (Civil Division) Decisions, 6 November 1998. Retrieved 8 January 2012. See also Brian Southall, Pop Goes to Court: Rock 'n' Pop's Greatest Court Battles (London: Omnibus, 2008; rev. edn. 2009), ch. 16, "The Smiths: Seeking Satisfaction Over a Fair Share of the Profits".
78. 1 2 3 4  Joyce vs. Morrissey and Others (1998).
79. ↑  Richard Duce, "Former Smith Lets Court Know Why He's Miserable Now", The Times (London), Tuesday, 3 December 1996. A transcript of the article 的存檔，存档日期2012-06-20. is archived at Cemetry Gates. Retrieved 8 January 2012.
80. ↑  Sheppard, David. . MOJO the Collectors' Series: The Smiths – Hand in Glove 1982-1987. 2022: 105.
81. ↑  "Smiths' Cash Split 'Never Equal'", Manchester Evening News, Tuesday, 10 December 1996. A transcript of the article 的存檔，存档日期2012-06-20. is archived at Cemetry Gates. Retrieved 8 January 2012.
82. 1 2 3 4 5 6  Hattenstone, Simon. . The Guardian. 2016-10-29  [2016-10-29]. （原始内容存档于2016-10-30）.
83. ↑  Jennifer Nine, "The Importance of Being Morrissey", Melody Maker, 9 August 1997. The full text 的存檔，存档日期2012-01-20. of the interview is reproduced at The Motor Cycle Au Pair Boy. Retrieved 8 January 2012.
84. ↑  The Daily Star, Thursday, 12 December 1996. A transcript of the article 的存檔，存档日期2012-11-20. is archived at morrissey-solo.com. Retrieved 8 January 2012.
85. ↑  Simon Goddard. . Ebury Press. 2009: 81  [2021-10-22]. ISBN 978-0091927103.
86. ↑  Kurson, Ken. . Wall Street Journal. 2012-12-28  [2021-10-22]. （原始内容存档于2023-04-08）.
87. ↑  Manchester Evening News, Wednesday, 11 December 1996. A transcript of the article 的存檔，存档日期2012-06-20. is archived at Cemetry Gates. Retrieved 8 January 2012.
88. ↑  "Morrissey may face new claim for £1m", Manchester Evening News, Thursday, 12 December 1996. A transcript of the article 的存檔，存档日期2012-11-20. is archived at morrissey-solo.com. Retrieved 10 January 2012.
89. ↑  Robert Bottomley, "Can a New Film Heal Smiths Rift?" 的存檔，存档日期2012-01-21., Manchester Evening News, Tuesday, 29 August 2006. Retrieved 10 January 2012. See also the discussion 的存檔，存档日期2012-11-20. at morrissey-solo.com. Retrieved 10 January 2012.
90. ↑  The Mint Show with Marc Riley, BBC Radio 6 Music, Sunday, 27 November 2005. See the report 的存檔，存档日期2008-11-18. at BBC Radio 6 Music; and the discussion 的存檔，存档日期2019-03-13. at morrissey-solo.com. Both retrieved 9 January 2012.
91. ↑  "Statement from Morrissey" 的存檔，存档日期2012-05-10., 30 November 2005, at true-to-you.net. Retrieved 9 January 2012.
92. ↑  "Cribs Back to a 3 Piece" 的存檔，存档日期2011-04-16., thecribs.com, 11 April 2011. Retrieved 8 January 2012.
93. ↑  Talia Soghomonian, "Whatever Happened To Marion?" 的存檔，存档日期2018-08-16., NME, 26 October 2011. Retrieved 18 January 2019.
94. ↑  Siobhan Grogan, "Haven: Between the Senses: Promising Indie Debut" 的存檔，存档日期2016-03-05., NME, 5 February 2002. Retrieved 9 January 2012.
95. ↑  Joe D'Angelo, "Two Ex-Smiths Sniffing for Record Deal" 的存檔，存档日期2012-02-10., MTV, 23 May 2001. Retrieved 7 January 2012.
96. ↑  Originally reported in the Manchester Evening News, 14 December 2001. See the discussion 的存檔，存档日期2012-11-20. at morrissey-solo.com. Retrieved 10 January 2012.
97. ↑  "About Vinny Peculiar" 的存檔，存档日期2012-07-21. and "Two Fat Lovers" 的存檔，存档日期2013-10-19., at Vinny Peculiar. Both retrieved 10 January 2012.
98. ↑  "History" 的存檔，存档日期2011-12-29., mikejoyce.com. Retrieved 10 January 2012. Joyce says he played with PiL in 1993, but it was the That What Is Not tour of 1992. See the Fodderstomp 的存檔，存档日期2012-01-26. database. Retrieved 10 January 2012.
99. ↑  "The Revolution: how not to relaunch a radio station?" 的存檔，存档日期2016-04-18., The Guardian, Organgrinder Blog, 3 September 2008. Retrieved 10 January 2012. "No Revolution for Joyce as he joins Manchester Radio Online", 的存檔，存档日期2012-03-07. How Do, 18 February 2009. Retrieved 10 January 2012. "Smiths man returns to indie charts with Coalition airing", Music Week, 22 August 2009. Retrieved 10 January 2012.
100. ↑  Mike Joyce's Coalition Chart Show. Retrieved 10 January 2012.
101. 1 2  Beaumont-Thomas, Ben. . 衛報. 2023-05-19  [2023-05-19]. ISSN 0261-3077 （英国英语）.
102. ↑  Andy Rourke's Jetlag. Retrieved 10 January 2012.
103. ↑  "About Jetlag" 的存檔，存档日期2021-01-10., Jetlag. Retrieved 10 January 2012.
104. ↑  Jetlag. 的存檔，存档日期2013-10-19. Retrieved 10 January 2012.
105. ↑  Galbraith, Alex. . Consequence of Sound. 2016-09-06  [2019-01-18]. （原始内容存档于2019-02-26）.
106. ↑  Scott Colothan, "Morrissey: 'I'd Rather Eat My Testicles Than Reform The Smiths'", 的存檔，存档日期2008-12-12. Gigwise, 30 March 2006. Retrieved 9 January 2012.
107. ↑  Daniel Melia, "Morrissey: 'The Smiths Don't Deserve to Be on Stage with Me'", 的存檔，存档日期2008-12-12. Gigwise, 5 June 2006. Retrieved 9 January 2012.
108. ↑  "Morrissey turns down The Smiths ... again" 的存檔，存档日期2012-03-27., Idio, 13 February 2009. Retrieved 8 January 2012.
109. ↑  ITV. . YouTube.   [2021-04-11]. （原始内容存档于2021-10-29）.
110. ↑  The encounter is described in an anonymous post 的存檔，存档日期2012-11-20. at morrissey-solo.com, 12 November 2004; retrieved 8 January 2012. See also the VH1 media release 的存檔，存档日期2016-03-05., 3 November 2004; retrieved 8 January 2012.
111. ↑  Barry Jeckell, "Morrissey: Smiths Turned Down Millions to Reunite" 的存檔，存档日期2018-10-25., Billboard, 16 March 2006. Retrieved 8 January 2012.
112. ↑  "Morrissey rejects fresh attempt at Smiths reunion" 的存檔，存档日期2016-03-06., NME, 23 August 2007. Retrieved 7 January 2011.
113. ↑  Elizabeth Goodman, "Morrissey Turned Down Mega-Bucks Smiths Reunion Offer Over Johnny Marr" 的存檔，存档日期2017-11-13., Rolling Stone, 23 August 2007. Retrieved 8 January 2012.
114. ↑  "Press release regarding tour dates" 的存檔，存档日期2012-05-10., 22 August 2007. Retrieved 7 January 2012.
115. ↑  "Morrissey announces new album – reunion tour Smiths a hoax" 的存檔，存档日期2012-06-09., 3 October 2007. Retrieved 8 January 2012.
116. ↑  "Johnny Marr Doesn't Rule Out Smiths Reunion with Morrissey", 的存檔，存档日期2012-03-08. Every Joe, 23 October 2007. Retrieved 8 January 2012.
117. ↑  "Johnny Marr: 'We've Been Offered $50 Million To Reform The Smiths'" 的存檔，存档日期2012-08-26., Radio XFM London 104.9, 30 June 2009. Retrieved 7 January 2012.
118. ↑  "28 January 2006 – Johnny Marr and The Healers – Manchester vs Cancer – MEN Arena – Manchester UK" 的存檔，存档日期2012-01-01., Shows Archive, johnny-marr.com. Retrieved 8 January 2012.
119. ↑  . musica.uol.com.br.   [2014-04-06]. （原始内容存档于2014-04-07）.
120. ↑  Morrissey. . Morrissey Central.   [2 September 2024].
121. ↑  Long, Chris. . BBC News.   [2 September 2024]. （原始内容存档于2024-12-30）.
122. 1 2  Aswad, Jem. . Variety. 17 September 2024  [18 September 2024]. （原始内容存档于2025-03-09）.
123. ↑  . MORRISSEY CENTRAL. 2015-09-27  [2024-09-17].
124. ↑  Monroe, Jazz. . Pitchfork. 19 May 2023  [23 May 2023].
125. ↑  Erlewine, Stephen Thomas. . AllMusic.   [25 February 2020]. （原始内容存档于15 December 2018）.
126. ↑  Bannister, Matthew. . Ashgate Publishing, Ltd. 2013: 71–72, 87, 124–125. ISBN 978-1-4094-9374-7.
127. ↑  Payne, Chris. . Billboard. 20 February 2014  [25 February 2020]. （原始内容存档于23 November 2020）.
128. 1 2  Joe Gore, "Guitar Anti-hero", Guitar Player, January 1990.
129. ↑  YouTube上的Interview: Johnny Marr plays tribute to guitar hero Bert Jansch – 2015
130. ↑  "Johnny Marr's Top Ten Guitarists", Uncut, November 2004. Marr's selections are summarised 的存檔，存档日期2012-01-01. at morrissey-solo.com, 12 October 2008. Retrieved 8 January 2012.
131. ↑  BBC Four, Johnny Marr – The Joy Of The Guitar Riff 的存檔，存档日期2020-01-18., accessed 7 April 2018
132. ↑  Franklin, Jamie. . Roland UK. 2009-12-16  [2022-09-02]. （原始内容存档于2014-08-05）.
133. ↑  Jennifer Nine, "The Importance of Being Morrissey", Melody Maker, 9 August 1997. The full text of the interview is reproduced here. 的存檔，存档日期2012-01-20. Retrieved 8 January 2012.
134. ↑  Stringer 1992，第16頁.
135. ↑  Warnes 2008，第143頁.
136. ↑  Powell, Mike. . stylusmagazine.com. 2005-03-15  [2012-04-05]. （原始内容存档于2012-04-13）.
137. ↑  Johnny Rogan, Morrissey and Marr: The Severed Alliance (London: Omnibus, 1992).
138. ↑  Simpson 2004，第23–24頁.
139. ↑  Simpson 2004，第101頁.
140. ↑  Simpson 2004，第102頁.
141. ↑  Simpson 2004，第24頁.
142. ↑  Youngs, Ian. . BBC News. 2013-02-17  [2013-02-18]. （原始内容存档于2013-04-19）.
143. ↑  Stephen Dowling, "The Smiths: The Influential Alliance," 的存檔，存档日期2009-02-14. BBC News, 13 May 2003. Retrieved 8 January 2012.
144. ↑  Dowling, "The Influential Alliance".
145. ↑  Randall, Mac. . Guitar World. 1998-04-01. （原始内容存档于2017-09-03）.
146. 1 2  Hoskyns, Barney. . Rock's Backpages. September 2001  [2023-10-16]. （原始内容存档于2001-10-13）.
147. ↑    - . Far Out Magazine. 2021-09-16  [2024-04-21]. （原始内容存档于2024-11-30）.
148. ↑    - Claymore, Gabriela Tully. . Stereogum. 2016-09-06  [2024-04-21]. （原始内容存档于2024-11-30）.
149. ↑    - . NME. 2007-05-25  [2024-04-21]. （原始内容存档于2024-11-30）.
150. ↑    - . The Quietus. 2010-08-13  [2024-04-21].
151. ↑  Simon Goddard, "The Last Rites", Q, No. 250, May 2007.
152. ↑  Simon Reynolds, Uncut, No. 120, May 2007.
153. ↑  Chloe Veltman, "The Passion of the Morrissey" 的存檔，存档日期2008-07-28., The Believer. Retrieved 8 January 2012.
154. ↑  Veltman, "The Passion".
155. ↑  Mark Simpson, Saint Morrissey: A Portrait of This Charming Man by an Alarming Fan (New York: Simon and Schuster, rev. edn. 2006).
156. ↑  . Rolling Stone LLC/Archer & Valerie Productions.   [2013-04-26]. （原始内容存档于2014-01-02）.
157. ↑  . 滾石 (雜誌). 2003-12-11  [2021-09-19]. （原始内容存档于2020-12-30） （美国英语）.
158. ↑  . Rolling Stone. 2010-12-03  [2021-09-19]. （原始内容存档于2012-09-07） （美国英语）.
159. ↑  Greene, Andy. . Rolling Stone. 2014-10-09  [2016-01-11]. （原始内容存档于2014-10-19）.
160. ↑  France, Lisa Respers. . CNN. 2015-10-08  [2015-10-11]. （原始内容存档于2015-10-11）.
161. ↑  Simpson, Dave. . The Guardian. 2021-10-10  [2023-06-25]. ISSN 0261-3077. （原始内容存档于2024-05-21）.
162. ↑  Williams, Jenessa. . The Guardian. 2023-06-24  [2023-06-25]. ISSN 0261-3077. （原始内容存档于2024-05-21）.
163. ↑  Trendell, Andrew. . NME. 2021-09-24  [2024-12-12].

### 译名
- 布罗茨基, 约瑟夫.   [悲伤与理智]. 由刘, 文飞翻译. 上海: 上海译文出版社. 2015 [1995]. ISBN 9787532768349.
- 莫兰, 乔.   [羞涩的潜在优势：害羞者心理指南]. 由张, 勇翻译. 重庆: 重庆出版社. 2017 [2017]. ISBN 9787229126186.
- 安德森, 布雷特.   [漆黑清晨]. 由冯, 倩珠翻译. 北京: 北京联合出版公司. 2020 [2019]. ISBN 9787559638021.
- 安德森, 布雷特.   [拉下百叶窗的午后]. 由王, 知夏翻译. 北京: 北京联合出版公司. 2021 [2020]. ISBN 9787559653789.
- 霍金森, 马克.   [这儿可没人读托尔斯泰]. 由张, 蕾翻译. 北京: 中央编译出版社. 2024 [2022]. ISBN 9787511744463.

### 其他
- Bret, David. . Robson. 2004. ISBN 1-86105-787-3. 涵盖莫里西和马尔的单飞生涯
- Goddard, Simon. . Reynolds and Hearn. 2006 [2002]. ISBN 1-905287-14-3.
- Goddard, Simon. . Ebury Press. 2009. ISBN 978-0091927103.
- Marr, Johnny. . London: Century. 2016. ISBN 978-1-780-89432-4.
- Middles, Mick. The Smiths: The Complete Story (Omnibus 1985, 19882)
- Rogan, Johnny. . Omnibus. 1993. ISBN 0-7119-3000-7. 已忽略未知参数|orig-date= (帮助)
- Simpson, Mark. . 2004 [2003]. ISBN 978-0-946719-75-4.
- Marc Spitz（英语：Marc Spitz）. How Soon Is Never (Three Rivers Press, 2003; ISBN 978-0-609-81040-8)
- Stringer, Julian. . Popular Music. 1992, 11 (1): 15–26. JSTOR 853224. S2CID 194017413. doi:10.1017/s0261143000004815.
- Warnes, Andrew. . Popular Music. Vol. 27 no. 1. 2008: 135–149  [2024-08-13]. JSTOR 40212448. （原始内容存档于2023-04-07）.
- Woods, Paul A. . Paul A. Woods (ed.). London: Plexus: 5–8. 2007. ISBN 978-0-85965-394-7. |contribution=被忽略 (帮助)